# Knotodo gracilis
Espèce
Synonymes
- Odo gracilis Hickman, 1950

Knotodo gracilis est une espèce d'araignées aranéomorphes de la famille des Miturgidae.

## Distribution
Cette espèce est endémique d'Australie. Elle se rencontre en Australie-Méridionale et au Queensland .

## Description
Le mâle holotype mesure 8,062 mm

## Systématique et taxinomie
Cette espèce a été décrite sous le protonyme Odo gracilis par Hickman en 1950. Elle est placée dans le genre Argoctenus par Davies en 1985 puis dans le genre Knotodo par Raven, Hebron et Williams en 2023.

## Publication originale
- Hickman, 1950 : « Araneae from Reevesby Island, South Australia. » Proceedings of the Royal Society of Victoria, (N.S.), vol. 60, p. 1-16.